# کانتون میرا
کانتون میرا (به اسپانیایی: Cantón Mira) یک منطقهٔ مسکونی در اکوادور است که در استان کارچی واقع شده‌است.